# Adonisea melliflua
Adonisea melliflua är en fjärilsart som beskrevs av Dyar 1921. Adonisea melliflua ingår i släktet Adonisea och familjen nattflyn. Inga underarter finns listade i Catalogue of Life.